# Karlheinz Förster
Karlheinz Helmut Förster (Mosbach, 25 de julho de 1958) é um ex-futebolista alemão que atuava como zagueiro.
Em sua carreira, destacou-se pelo VfB Stuttgart, onde atuou por 9 anos e jogou 354 partidas, com 28 gols marcados. Em 1986, deixou a Alemanha Ocidental para jogar no Olympique de Marseille, também com boa passagem: nas 4 temporadas em que defendeu a equipe francesa, disputou 128 jogos e marcou 8 gols. Aposentou-se em 1990, com apenas 31 anos.

## Seleção Alemã
Pela seleção da Alemanha Ocidental, Karlheinz Förster disputou 81 partidas, marcando 2 gols. Participou de 2 Copas (1982 e 1986), terminando como vice-campeão em ambas. Esteve presente, ainda, nas Eurocopas de 1980, onde foi campeão, e de 1984. Nos quatro torneios, jogou ao lado de seu irmão mais velho, Bernd, que também fez sucesso atuando pelo Stuttgart.

## Títulos

### Com a Seleção Alemã-Ocidental
- Eurocopa de 1980

### Com o Stuttgart
- Campeonato Alemão: 1 (1983-84)

### Com o Olympique de Marseille
- Ligue 1: 2 (1988-89 e 1989-90)
- Copa da França: 1 (1988-89)